# Tommy McConville

Tommy McConville (19 de marzo de 1946 hasta el 25 de octubre de 2013) fue un futbolista irlandés.
En 1964 hizo su debut en Dundalk Football Club y un año más tarde, se trasladó a McConville Bangor, pero pronto volvió a Oriel Park por segunda vez.
Después de jugar en Waterford United por una temporada (1972/73), donde ganó el Campeonato de la Liga, hizo su debut en el Shamrock Rovers Oriel Park el 16 de diciembre de 1973. Durante su tiempo en Glenmalure Parque obtuvo una tapa de Inter-League.
Obtuvo un puesto en la lista de transferencias en septiembre de 1974.